# Bullets and Octane
Bullets and Octane ist eine US-amerikanische Band aus St. Louis.
Sie wurden 2001 durch ihren Support für u. a. Avenged Sevenfold, Social Distortion, Bad Religion, Eagles of Death Metal und Flogging Molly auf deren Tourneen in Nordamerika und Europa bekannt.

## Bandgeschichte
Im Jahre 2003 veröffentlichten Bullets and Octane die EP One Night Stand Rock N' Roll Band bevor sie 2004 ihr erstes Album The Revelry veröffentlichten. Im April 2006 kam ihr aktuelles Album In the Mouth of the Young auf den Markt.
2006 war die Band u. a. mit Bands wie Korn, Flyleaf und den Deftones auf Tour. Außerdem supporten sie die Metal-Band Avenged Sevenfold auf deren City Of Evil-Tour.
Bullets and Octane sind vor allem in ihrer Heimat Kalifornien erfolgreich und werden dort bereits mit Bands wie Guns N’ Roses und Social Distortion verglichen.

## Diskografie
- One Night Stand Rock N' Roll Band (EP) (2003)
- The Revelry (2004)
- In the Mouth of the Young (2006, Sony BMG/RCA Records)
- Song for the Underdog (Ares/Cargo Records 2007)
- Laughing in the Face of Failure (2009)
- 15 (2013)
- Waking Up Dead (2018)
- Riot Riot Rock n' Roll (2020)

## Trivia
- Die beliebte Single der Band Pirates wurde in vielen Videospielen verwendet. (MX vs. ATV Unleashed ua.)
- Das Lied I Ain't Your Saviour von ihrem Album In the Mouth of the Young ist in den Videospielen WWE Smackdown Vs Raw 2007 sowie MotorStorm: Pacific Rift zu hören.
- Bullets and Octane veröffentlichten ein Cover von Billy Idols Rebel Yell für einen Sampler aus Süd-Kalifornien
- Das Lied Cancer California war im Spiel ATV OFFROAD FURY PRO zu hören.